# 3819 Робінсон
3819 Робінсон (3819 Robinson) — астероїд головного поясу, відкритий 12 січня 1983 року.
Тіссеранів параметр щодо Юпітера — 3,296.